# اصفات
اصفات (ترکی استانبولی: ASFAT) شرکت دولتی صنایع جنگ‌افزاری و کشتی‌سازی ترکیه‌ای است، که در سال ۲۰۱۸ تأسیس شد. این شرکت در زمینه ساخت انواع خودروهای رزمی و کشتی‌های جنگی فعالیت می‌کند. وزارت دفاع ملی ترکیه مالکیت شرکت اصفات را در اختیار دارد.